# Perdizione (film 1937)
Perdizione è un film del 1937 diretto da Jean-Paul Paulin.